# Бурера
Бурера (руанда Akarere ka Burera, англ. Burera District, фр. District de Burera) — один из районов Северной провинции Руанды. Административный центр — город Сайеру.

## Описание

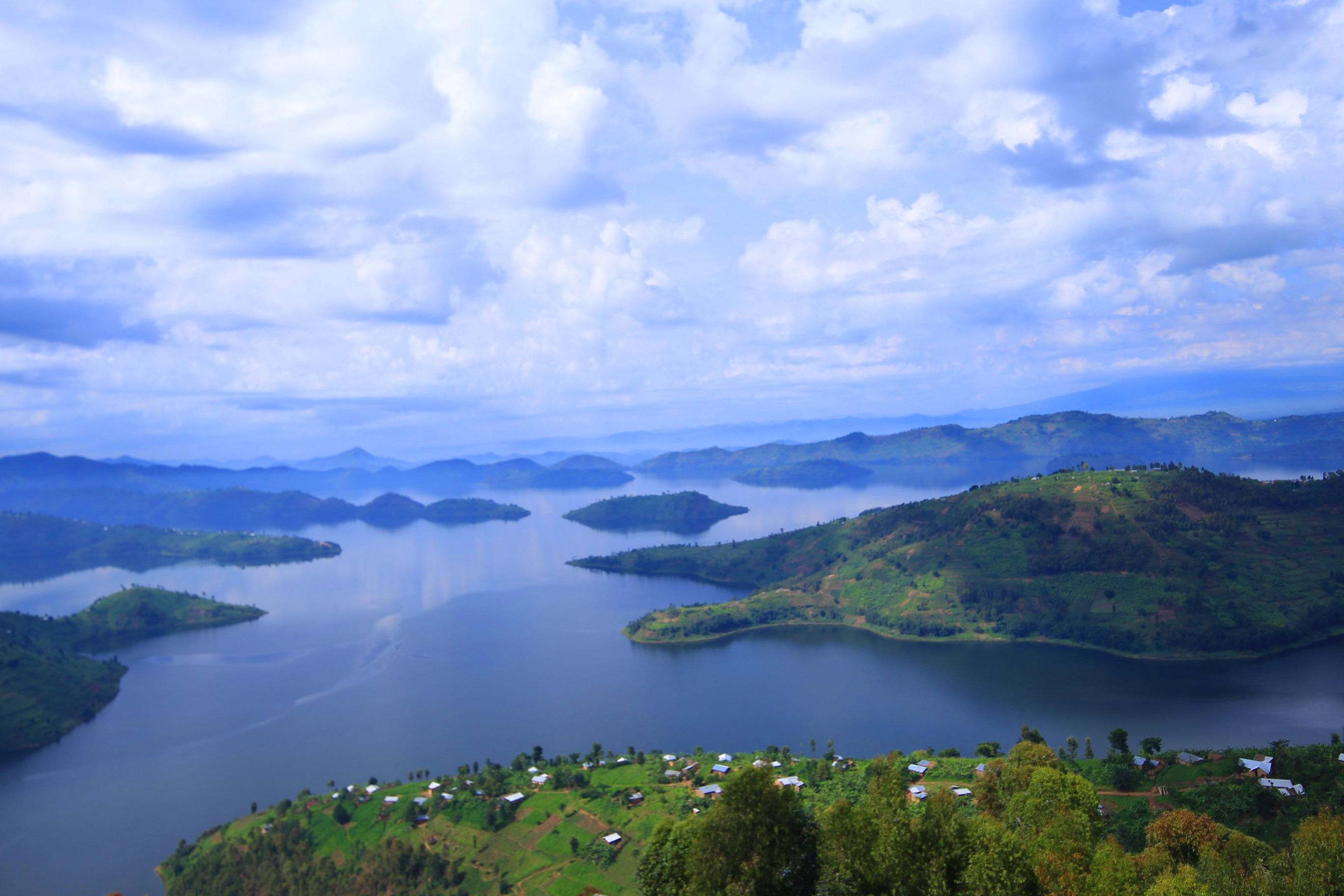
озера Бурера

Район расположен в северной части Руанды, рядом с границей с Угандой. На юго-западе граничит с Мусанзе, на юге с Гакенке, с Рулиндо на юго-востоке и Гикумби на востоке. Площадь района составляет 644,5 км². 
Общая численность населения по данным переписи 2012 года составляет 387 729 человека. Плотность населения — 600 чел/км². Часовой пояс — UTC+2:00.
На территории района находятся озера Бурера и Руондо, что делает этот край одним из ведущих туристических курортов Руанды.
Вулкана Мухабура (4127  м) расположен на юго-востоке района, он находится на территории национального парка Мгахинга.  На юго-востоке Буреры находятся также болота Ругези площадью около 12 000 га.

## Административное деление
Состоит из 17 секторов (имиренге): Бунгве, Бутаро, Цианика , Сиеру, Гахунга, Гатебе, Гитову, Кагого, Кинони, Киньябаба, Кивуе, Немба, Ругарама, Ругендабари, Рухунде, Русарабуйе, Рверере и Рухондо. Всего в районе 571 населенный пункт, крупнейший из них город Сайеру. 
Глава района Жан Батист Ншимьимана

## Фотогалерея

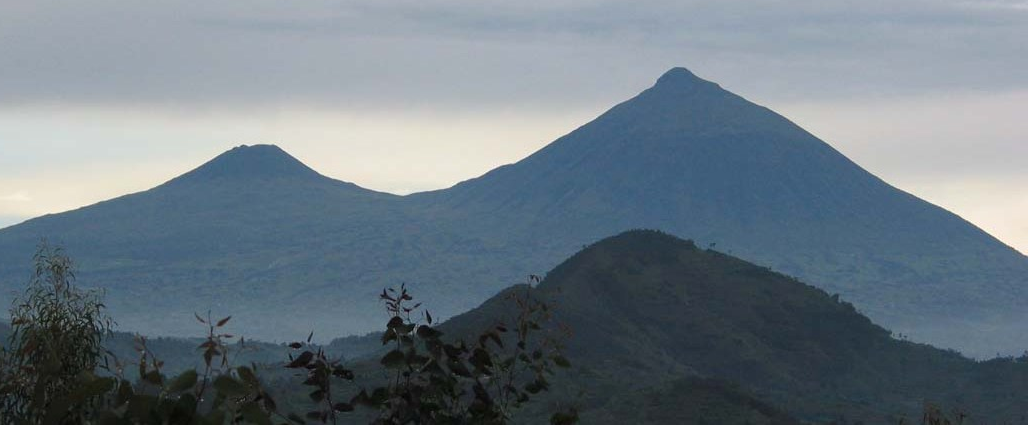
Вулкана Мухабура
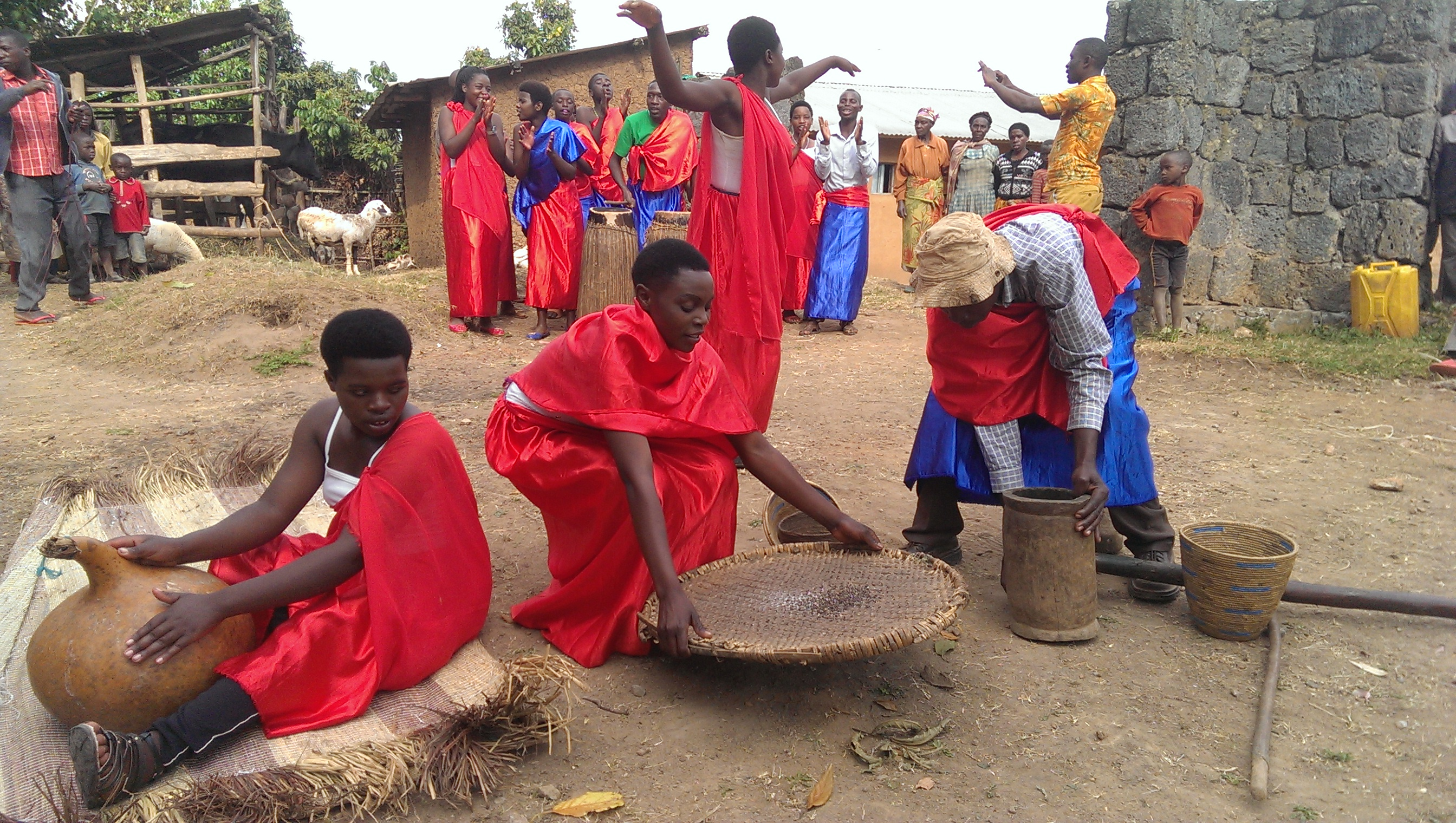
Повседневный быт в Бурера
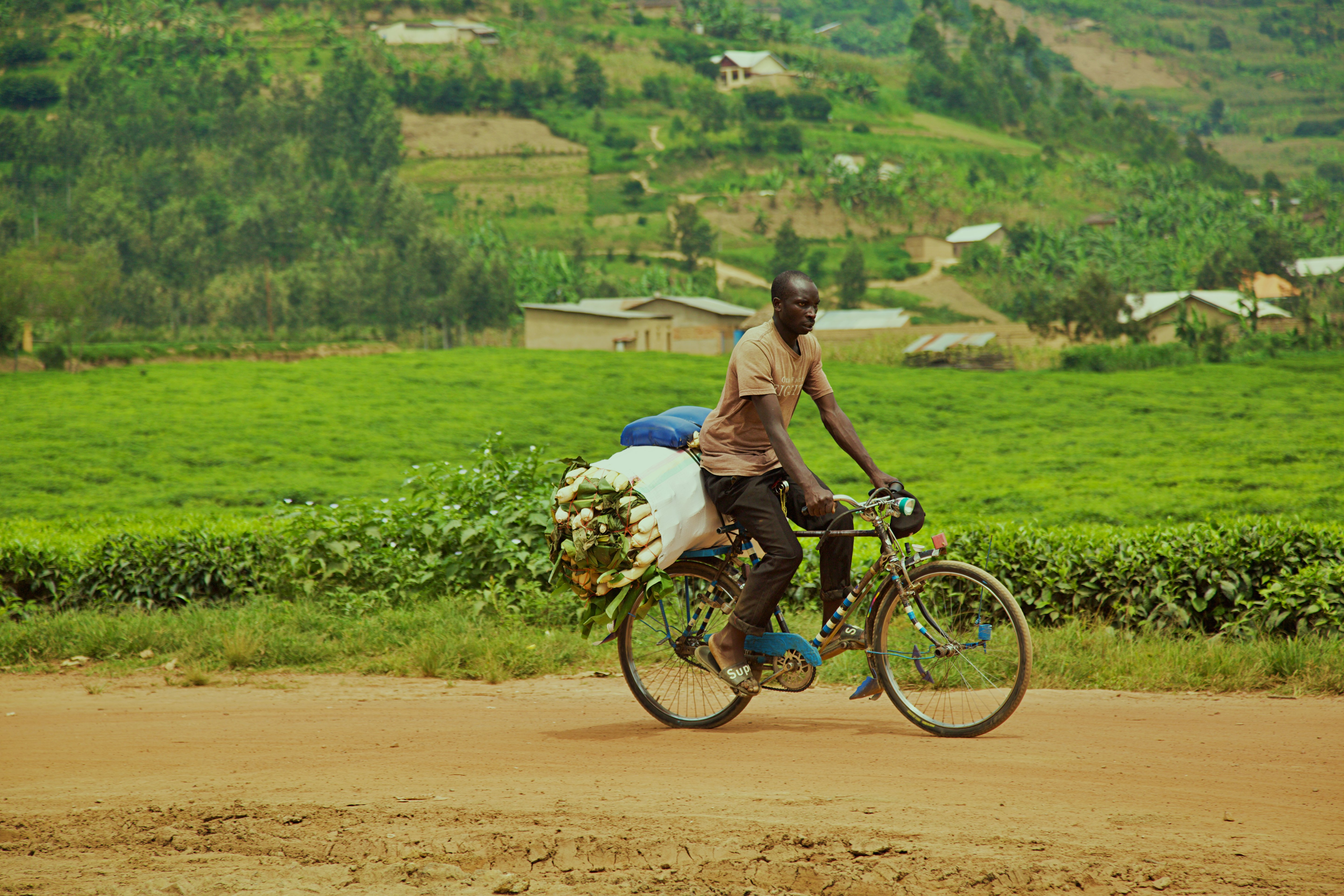
Велосепедист на дороге в районе Бурера
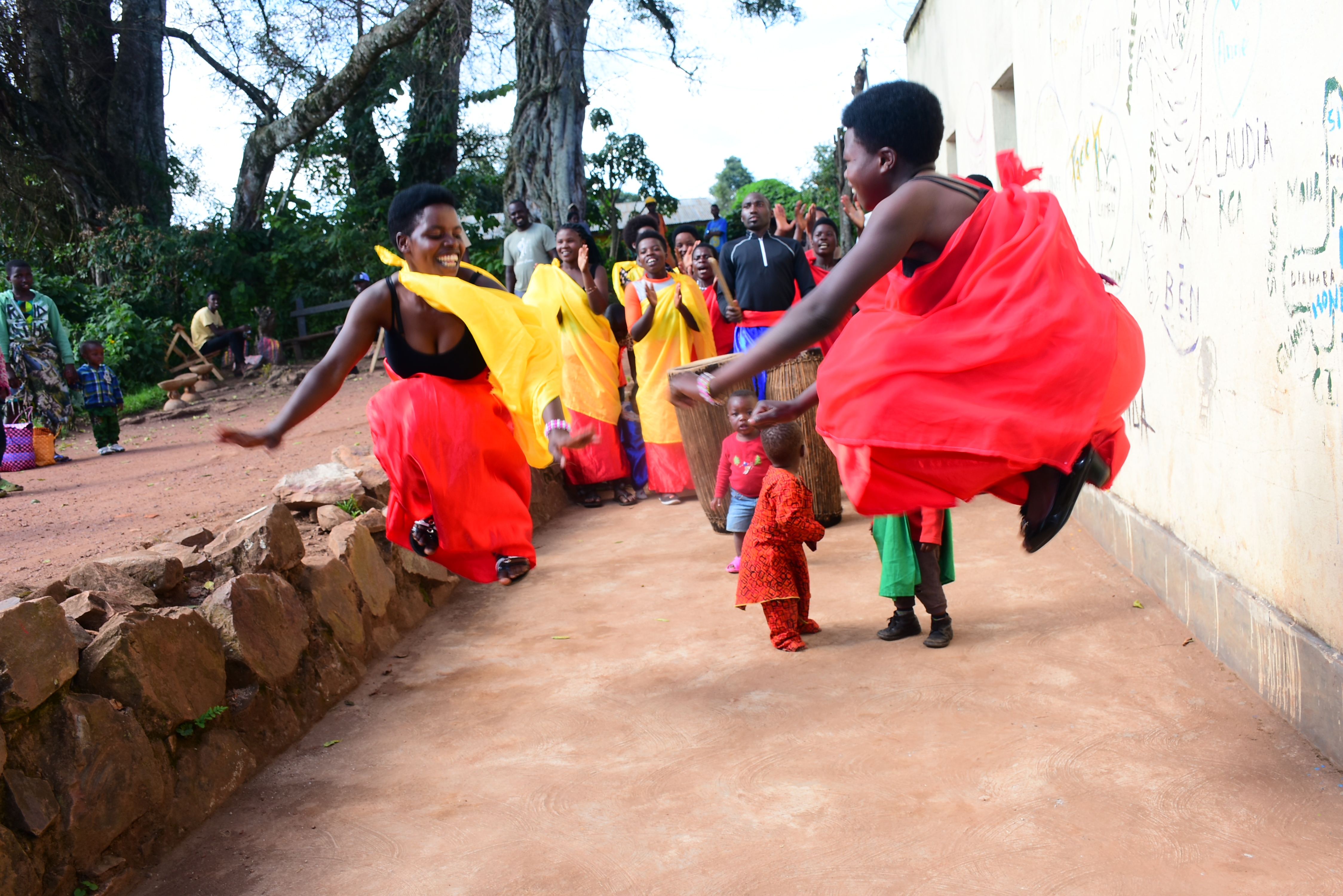
Танцы в Бурера